# فرالي روجرز
فرالي روجرز (بالإنجليزية: Fraley Rogers)‏ هو لاعب كرة قاعدة أمريكي، ولد في 25 ديسمبر 1850 في بروكلين في الولايات المتحدة، وتوفي في 10 مايو 1881 في نيويورك في الولايات المتحدة.

## وصلات خارجية
- فرالي روجرز على موقع دوري كرة القاعدة الرئيسي (الإنجليزية)
- فرالي روجرز على موقعبيزبول رفرنس.كوم (الدوري الرئيسي) (الإنجليزية)
- فرالي روجرز على موقع جمعية أبحاث البيسبول الأمريكية (الإنجليزية)